# Gynerium
Gynerium là một chi thực vật có hoa trong họ Hòa thảo (Poaceae).

## Loài
Chi Gynerium gồm các loài: